# Carles Costa i Masferrer
Carles Costa i Masferrer (Barcelona, 22 d'abril de 1968) és un extennista professional català.
Costa va aconseguir el seu millor rànquing el maig de 1992 arribant al número 10. Malgrat que no va disputar mai els quarts de final de cap Grand Slam, va guanyar sis títols individuals, tots sobre terra batuda, disputant també la final del Masters de Roma.
Actualment treballa per l'agència de representació esportiva IMG i és agent del tennista Rafael Nadal.
No té cap relació familiar amb el també tennista català Albert Costa.

## Palmarès: 11 (6−5)

### Individual: 13 (6−7)
| Llegenda (pre/post 2009)                                 |
| -------------------------------------------------------- |
| Grand Slams (0−0)                                        |
| Tennis Masters Cup / ATP Finals (0−0)                    |
| ATP Masters Series / ATP World Tour Masters 1000 (0−1)   |
| ATP International Series Gold / ATP World Tour 500 (1−1) |
| ATP International Series / ATP World Tour 250 (5−5)      |

| Títols per superfície |
| --------------------- |
| Dura (0−0)            |
| Gespa (0−0)           |
| Terra batuda (6−7)    |

| Resultat  | Núm. | Data                   | Torneig                  | Superfície   | Oponent en la final | Marcador         |
| --------- | ---- | ---------------------- | ------------------------ | ------------ | ------------------- | ---------------- |
| Guanyador | 1.   | 5 d'abril de 1992      | Estoril, Portugal        | Terra batuda | Sergi Bruguera      | 4−6, 6−2, 6−2    |
| Guanyador | 2.   | 3 de maig de 1992      | Barcelona, Catalunya     | Terra batuda | Magnus Gustafsson   | 7−5, 6−3         |
| Finalista | 1.   | 27 d'abril de 1992     | Madrid, Espanya          | Terra batuda | Sergi Bruguera      | 6−7(6), 2−6, 2−6 |
| Finalista | 2.   | 11 de maig de 1992     | Roma, Itàlia             | Terra batuda | Jim Courier         | 6−7(3), 0−6, 4−6 |
| Finalista | 3.   | 22 de febrer de 1993   | Ciutat de Mèxic, Mèxic   | Terra batuda | Thomas Muster       | 2−6, 4−6         |
| Guanyador | 3.   | 1 d'agost de 1993      | Hilversum, Països Baixos | Terra batuda | Magnus Gustafsson   | 6−1, 6−2, 6−3    |
| Guanyador | 4.   | 14 de novembre de 1993 | Buenos Aires, Argentina  | Terra batuda | Alberto Berasategui | 3−6, 6−1, 6−4    |
| Guanyador | 5.   | 28 de setembre de 1994 | Estoril (2)              | Terra batuda | Andrei Medveded     | 4−6, 7−5, 6−4    |
| Finalista | 4.   | 4 d'abril de 1994      | Barcelona                | Terra batuda | Richard Krajicek    | 4−6, 6−7(6), 2−6 |
| Guanyador | 6.   | 14 d'agost de 1994     | San Marino, San Marino   | Terra batuda | Oliver Gross        | 6−1, 6−3         |
| Finalista | 5.   | 12 de juny de 1995     | Oporto, Portugal         | Terra batuda | Alberto Berasategui | 6−3, 3−6, 4−6    |
| Finalista | 6.   | 21 d'agost de 1995     | Umag, Croàcia            | Terra batuda | Thomas Muster       | 6−3, 6−7(5), 4−6 |
| Finalista | 7.   | 17 de juny de 1996     | Bolonya, Itàlia          | Terra batuda | Alberto Berasategui | 3−6, 4−6         |

### Dobles: 8 (5−3)
| Llegenda (pre/post 2009)                                 |
| -------------------------------------------------------- |
| Grand Slams (0−0)                                        |
| Tennis Masters Cup / ATP Finals (0−0)                    |
| ATP Masters Series / ATP World Tour Masters 1000 (0−0)   |
| ATP International Series Gold / ATP World Tour 500 (0−0) |
| ATP International Series / ATP World Tour 250 (5−3)      |

| Títols per superfície |
| --------------------- |
| Dura (0−0)            |
| Gespa (0−0)           |
| Terra batuda (5−3)    |

| Resultat  | Núm. | Data                   | Torneig                 | Superfície   | Parella                | Oponents en la final                | Marcador      |
| --------- | ---- | ---------------------- | ----------------------- | ------------ | ---------------------- | ----------------------------------- | ------------- |
| Guanyador | 1.   | 13 de novembre de 1988 | Buenos Aires, Argentina | Terra batuda | Javier Sánchez Vicario | Eduardo Bengoechea José Luis Clerc  | 6−3, 3−6, 6−3 |
| Guanyador | 2.   | 17 de setembre de 1989 | Madrid, Espanya         | Terra batuda | Tomàs Carbonell        | Francisco Clavet · Tomas Smid       | 7−5, 6−3      |
| Finalista | 1.   | 24 de setembre de 1990 | Palerm, Itàlia          | Terra batuda | Horacio de la Peña     | Sergi Casal Emilio Sánchez Vicario  | 3−6, 4−6      |
| Finalista | 2.   | 10 de juny de 1991     | Florència, Itàlia       | Terra batuda | Juan Carlos Baguena    | Ola Jonsson Magnus Larsson          | 6−3, 1−6, 1−6 |
| Guanyador | 3.   | 4 d'agost de 1991      | San Marino, San Marino  | Terra batuda | Jordi Arrese           | Christian Miniussi Diego Pérez      | 6−3, 3−6, 6−3 |
| Finalista | 3.   | 27 d'abril de 1992     | Madrid                  | Terra batuda | Francisco Clavet       | Patrick Galbraith · Patrick McEnroe | 3−6, 2−6      |
| Guanyador | 4.   | 2 de maig de 1993      | Madrid (2)              | Terra batuda | Tomàs Carbonell        | Luke Jensen Scott Melville          | 7−6(4), 6−2   |
| Guanyador | 5.   | 13 de novembre de 1993 | Buenos Aires (2)        | Terra batuda | Tomàs Carbonell        | Sergi Casal Emilio Sánchez Vicario  | 6−4 6−4       |

## Trajectòria

### Individual
| Open d'Austràlia | NC  | A   | A   | A   | A   | A  | A  | 3R | A  | A  | 2R | 1R | 1R | 1R  | 0 / 5 | 3–5   |
| Torneig de Roland Garros | A   | A   | A   | A   | A   | 3R | 4R | 4R | 2R | 3R | 1R | 2R | 1R | 1R  | 0 / 9 | 12–9  |
| Wimbledon | A   | A   | A   | A   | 1R  | A  | 2R | 2R | 2R | A  | 1R | A  | A  | A   | 0 / 5 | 3–5   |
| US Open | A   | A   | A   | A   | A   | A  | 4R | 3R | 3R | A  | 1R | 1R | 1R | A   | 0 / 6 | 7–6   |
| Rànquing a final d'any | 870 | 638 | 243 | 201 | 151 | 55 | 14 | 26 | 27 | 31 | 61 | 56 | 67 | 470 |       | 25–25 |
| Llegenda: G: Guanyador; F: Finalista; SF: Semifinalista; QF: Quarts de final; Q: Qualificació; A: Absent; RR: Round Robin; NC: No celebrat |     |     |     |     |     |    |    |    |    |    |    |    |    |     |       |       |